# Гровер (округ Тейлор. Вісконсин)
Гровер (англ. Grover) — місто (англ. town) в США, в окрузі Тейлор штату Вісконсин. Населення — 208 осіб (2020).

## Демографія
Згідно з переписом 2010 року, у місті мешкало 256 осіб у 112 домогосподарствах у складі 78 родин. Було 293 помешкання
Расовий склад населення:
| - 98,8 % — білих - 0,4 % — корінних американців - 0,4 % — чорних або афроамериканців |

До двох чи більше рас належало 0,4 %. Частка іспаномовних становила 0,4 % від усіх жителів.
За віковим діапазоном населення розподілялося таким чином: 21,9 % — особи молодші 18 років, 61,7 % — особи у віці 18—64 років, 16,4 % — особи у віці 65 років та старші. Медіана віку мешканця становила 46,6 року. На 100 осіб жіночої статі у місті припадало 115,1 чоловіків;  на 100 жінок у віці від 18 років та старших — 102,0 чоловіків також старших 18 років.
Середній дохід на одне домашнє господарство  становив 79 129 доларів США (медіана — 74 375), а середній дохід на одну сім'ю — 90 076 доларів (медіана — 93 750). Медіана доходів становила 50 417 доларів для чоловіків та 46 250 доларів для жінок. За межею бідності перебувало 6,9 % осіб, у тому числі 0,0 % дітей у віці до 18 років та 20,0 % осіб у віці 65 років та старших.
Цивільне працевлаштоване населення становило 147 осіб. Основні галузі зайнятості: виробництво — 31,3 %, будівництво — 16,3 %, сільське господарство, лісництво, риболовля — 11,6 %, освіта, охорона здоров'я та соціальна допомога — 8,2 %.